# The Brooklyner
The Brooklyner ist ein 162 m hoher Wolkenkratzer im Stadtbezirk Brooklyn in New York City, Vereinigte Staaten. Mit dem Erreichen seiner Endhöhe im Jahr 2009 löste der Wohnturm den historischen Williamsburgh Savings Bank Tower als höchstes Gebäude in Brooklyn ab, bis er 2013 vom benachbarten 388 Bridge Street übertroffen wurde. Mit Stand Dezember 2024 ist er der 12-höchste Wolkenkratzer von Brooklyn.

## Beschreibung
Das Gebäude befindet sich im Stadtteil Downtown Brooklyn an der Lawrence Street zwischen Willoughby Street und Johnson Street. Es ist nur ein Block nördlich von der Hauptgeschäftsstraße Fulton Street und dem Kernbereich von Brooklyn entfernt. Wenige Meter nördlich und östlich liegen der Forschungspark Brooklyn Commons (früher MetroTech Center) mit Schulen und Geschäftszentren und der „Brooklyn Commons Park“.
Der Wohnturm wurde von GKV Architects entworfen und von 2008 bis 2010 erbaut. Seine endgültige Höhe erreichte er im August 2009. Bauherr war die Clarett Group; Eigentümer und Verwalter ist das Immobilienunternehmen Equity Residential. Der Wolkenkratzer ist 162 Meter (531 Fuß) hoch und hat 52 Etagen. Das rechteckige Bauwerk mit zwei schmalen Stirnseiten hat über dem Sockel zwei kleine Rücksprünge und eine farbenfrohe Fassade mit einem komplexen Muster aus braunen und roten Täfelungen, Streben und Fenstern. The Brooklyner beherbergt 491 Mietwohnungen, deren Bewohnern unter anderem ein Fitnessstudio, eine teilsbegrünte Dachterrasse und eine Terrasse mit Sitzgelegenheiten und Grillstation im Hof zur Verfügung stehen.
Nur ein paar Meter entfernt befinden sich in der Willoughby Street mehrere Zugänge zur Station Jay Street–MetroTech der New York City Subway, wo entlang der Willoughby Street die U-Bahn-Linie  verläuft, und es besteht von dort die Möglichkeit zum Übergang zu den Linien , die entlang der Jay Street verkehren.

## Ansichten

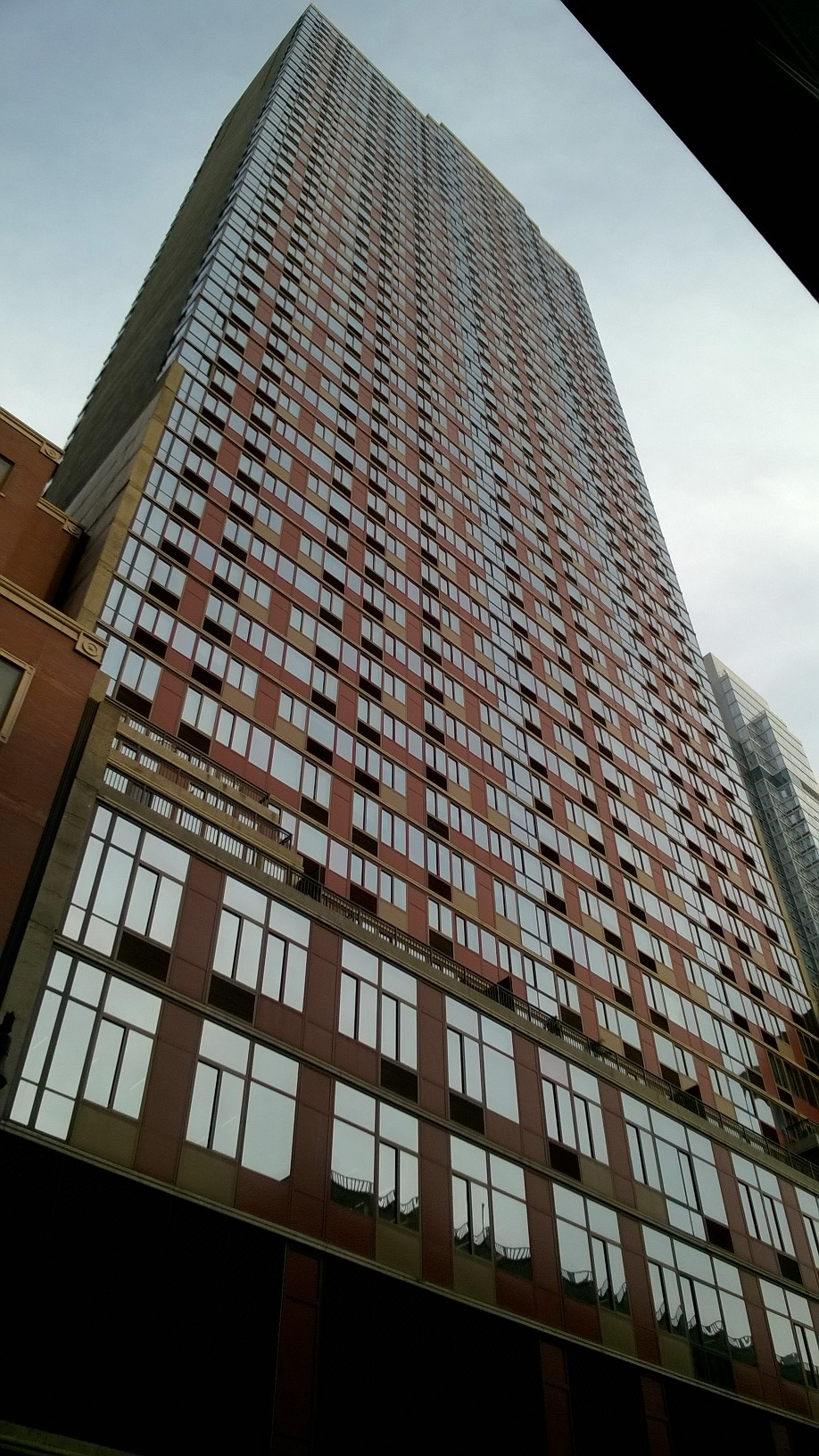
Vertikale Fassadenansicht
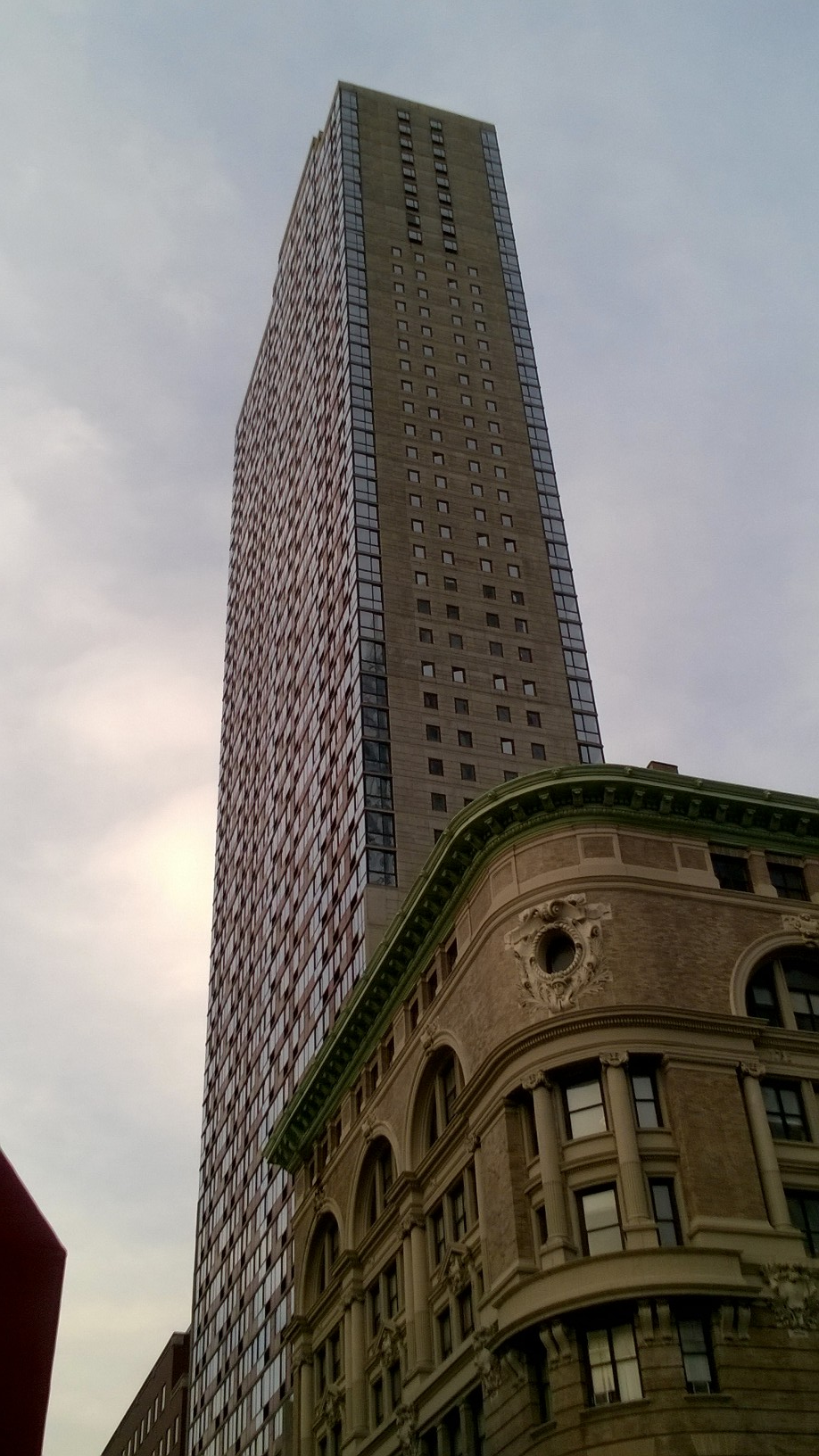
Schmale Südseite